# Abel Sempé
Abel Sempé, né le 24 janvier 1912 à Sabazan (Gers) et mort le 22 février 2006 à Aignan, est un homme politique socialiste et résistant français.

## Biographie
Abel Sempé a connu tôt le milieu politique, son père, Pierre Sempé, ayant été maire de Sabazan, durant une quinzaine d'années. Après avoir obtenu son certificat d'étude, il a suivi ses études secondaires par correspondance. Il commence son activité professionnelle à Aignan, en tant que viticulteur. Il y fonde, en tant que négociant, la société « Armagnac Sempé », en 1934. Son action dans la résistance, auprès de l'Armée secrète, durant la Seconde Guerre mondiale lui vaudra la Croix de Guerre 1939-1945. Ses activités durant la guerre et sa vie professionnelle lui ont permis d'écrire deux livres : « Au service de l'économie et de la liberté en Gascogne », en 1981, et « La grande messe de l'Armagnac » en 1988.

## Carrière politique
Abel Sempé s'engage au sein de la Section française de l'Internationale ouvrière (SFIO) à l'âge de 16 ans. À 18 ans, il devient secrétaire départemental des Jeunesses socialistes.

### Mandat parlementaire
Son implantation locale, aussi bien en tant que maire, conseiller général, qu'industriel, lui vaut d'être élu au Conseil de la République, le 19 juin 1955, en même temps que Paul-Émile Descomps. Durant ce mandat, il est des commissions des affaires économiques et des boissons, de l'intérieur, et de la presse. En novembre 1957, il est nommé à la commission de coordination et de contrôle, chargée de suivre l'exécution et l'application du traité de communauté européenne du charbon et de l'acier. Parmi ses interventions en séances, il attire l'attention du ministre de la reconstruction et du logement, dans une question orale du 18 mai 1958, sur le manque de crédits alloués à l'Office municipal HLM d'Auch ne lui permettant de construire que 18 des 54 logements sociaux prévus initialement.
Du 26 avril 1959 au 23 septembre 1962, il est élu sénateur du Gers.

### Autres mandats
Il a tenu plusieurs mandats locaux, consécutivement : celui de maire de 1945 à 1983, puis conseiller municipal d’Aignan, dans le Gers et conseiller général du Gers, de 1945 à 1988.